# Stryjówka (przystanek kolejowy)
Stryjówka (ukr. Стриївка) – przystanek kolejowy pomiędzy miejscowościami Stryjówka i Kujdańce, w rejonie tarnopolskim, w obwodzie tarnopolskim, na Ukrainie. Położony jest na linii Odessa – Lwów.
Przystanek istniał przed II wojną światową.